# Leonardo Astrada
Leonardo Rubén Astrada (Buenos Aires, 6 de janeiro de 1970) é um ex-futebolista e treinador de futebol argentino que atuava como volante.

## Carreira
Jogou a maior parte de sua carreira no River Plate, onde foi promovido ao time principal em 1988, aos 18 anos, e fez sua estreia em julho do ano seguinte, contra o Argentinos Juniors. Em sua primeira passagem pelos Millonarios, Astrada disputou 297 partidas até 2000.
Neste ano, foi contratado pelo Grêmio, mas sua trajetória no Tricolor Gaúcho não agradou: foram apenas 6 jogos disputados, e virando reserva de Eduardo Costa até o final da temporada.
Voltou ao River Plate em 2001, atuando em 42 jogos até 2003, quando encerrou sua carreira como jogador.

## Seleção Argentina
Pela Seleção Argentina, Astrada disputou 29 partidas e marcou 1 gol. Disputou 2 edições da Copa América (1993 e 1995), além da Copa de 1998, onde ficou no banco de reservas.

## Carreira de treinador
Em janeiro de 2004, um mês após deixar os gramados, El Jefe virou treinador do River Plate, comandando o clube por meia temporada. Regressou aos Millonarios em 2009, permanecendo até abril de 2010.
Treinou ainda, em seu país, o Rosario Central, o Colón de Santa Fé, o Estudiantes, o Argentinos Juniors e o Atlético de Rafaela, além de ter comandado o Cerro Porteño (Paraguai) também em 2 oportunidades.

## Titulos nacionais
- Primera División Argentina: 1989/90 (como jogador).
- Apertura: 1991, 1993, 1994, 1996, 1997, 1999 (como jogador).
- Clausura: 1997, 2002 (como jogador), 2004 (como treinador).

## Títulos internacionais
Argentina
- Copa América: 1991

River Plate
- Copa Libertadores da América: 1996
- Supercopa: 1997